# Together Again
Together Again är en sång skriven av den amerikanske countrysångaren och gitarristen Buck Owens, och utgiven 1964
Låten var B-sida till hans hitlåt "My Heart Skips a Beat", men toppade ändå tidskriften Billboards lista Hot Country Singles. Steel guitaristen Tom Brumleys framförande av "Together Again" anses vara ett av de "finaste steelguitarsolona i countrymusikens historia" av Country Music Television.

## Coverversioner
- Ray Charles spelade in låten, och 1966 nådde den topplaceringen #19 på Billboards poplista och #1 på adult contemporary-listan. [2].
- Countrysångaren Emmylou Harris spelade in låten 1975 på albumet Elite Hotel; hennes version toppade även Billboards lista Hot Country Singles i april 1976.
- 1983 spelade Kenny Rogers och Dottie West in en duettversion av låten (ursprungligen inspelade 1979 för albumet Classics, men släpptes även på Kenny Rogers' album Duets 1983), som nådde topplaceringen 19 på listan Hot Country Singles.
- Norska sångerskan Elisabeth Andreasson spelade in låten 1981 på countryalbumet Angel of the Morning [3].
- Dwight Yoakam spelade in en version 2007 på sitt Buck Owens-tributalbum, Dwight Sings Buck.
- Mark Lanegan spelade in en version av låten 1999 på albumet I'll Take Care of You.
- Svenska sångerskan Jill Johnson spelade in låten 2009 på coveralbumet Music Row II [4].
- Mona Gustafsson spelade 2010 in låten på albumet Countrypärlor. [5]

### Fotnoter
1. ↑  "Tom Brumley, Member of Buck Owens' Buckaroos, Dies in Texas", Country Music Television, 4 februari 2009. läst 5 februari 2009.
2. ↑  Whitburn, Joel (2002). Top Adult Contemporary: 1961-2001. Record Research. sid. 53
3. ↑  Information i Svensk mediedatabas.
4. ↑  Information i Svensk mediedatabas.
5. ↑  ”Svensk mediedatabas”. http://smdb.kb.se/catalog/id/002641313. Läst 6 maj 2011.